# José María Cabrer
José María Cabrer (Barcelona, 1761-Buenos Aires, 1836) fue un ingeniero militar y geógrafo que desarrolló una destacada labor en el Virreinato del Río de la Plata.

## Biografía
Nació en Barcelona en 1761, hijo de Carlos Cabrer y Suñer, ingeniero militar, y de Gracia Ana Rodríguez y Zapata.
Estudio ingeniería en la Real Academia de Barcelona donde alternó con Félix de Azara y tuvo como profesor de matemáticas a su padre quien alcanzó el grado de teniente general y director en jefe del Real Cuerpo de Ingenieros.
Iniciada la guerra con Gran Bretaña en apoyo a la independencia de los Estados Unidos, en 1780 dejó sus estudios para alistarse en la expedición que a las órdenes del general Victorio de Navía zarpó para atacar la Jamaica británica pero recibió órdenes de pasar al Río de la Plata como agregado del Real Cuerpo de Ingenieros en el Río de la Plata a la comisión demarcadora de límites con Brasil, parte del imperio portugués.
El 1 de enero de 1781 desembarcó en Buenos Aires. Los trabajos de demarcación demoraron en iniciarse por lo que Cabrer aprovechó el tiempo para completar su formación. Recién a fines de 1783 pasó con el grado de capitán a la Banda Oriental a levantar el plano de la laguna Merín, primer hito de la demarcación a cargo de la división de José Varela y Ulloa (1739-1794).
Pasó luego como 2.º comisario y geógrafo de la segunda partida demarcadora a cargo de Diego de Alvear y Ponce de León, encargado del reconocimiento del río Paraná y del curso del río Uruguay en el territorio de Misiones adyacente con las colonias portuguesas. El 17 de noviembre de 1789 se le encargó el reconocimiento del río Pepirí Guazú, punto central de la línea divisoria proyectada en el "Tratado de mutua alianza entre los reyes de España y de Portugal" firmado en octubre de 1759 y en el de San Ildefonso (1777), tarea que realizó entre el 8 de diciembre y el 6 de julio de 1790 cuando entraron «al pueblo de Santo Ángel, con toda nuestra partida en la mayor miseria y desnudez, con las piernas hinchadas, el cuerpo cubierto de llagas, y las barbas largas como anacoretas».
En 1801 regresó a Buenos Aires donde recibió despachos de teniente coronel.
Las noticias de la muerte de su padre ya octogenario, de dos hermanos, su cuñada y sobrino le hizo desistir de la idea de regresar a España.
En 1805 solicitó al Virrey Rafael de Sobremonte, tal como disponían las Ordenanzas, la autorización para contraer matrimonio con Juana Bautista Casimira Ximénez y Navarro, natural de Misiones pero que vivía en Buenos Aires, hija de Antonio Zimenez Cosano, "sangrador y barbero", y de Fernanda Navarro. Iniciado el trámite fue consultado Bernardo Lecocq, Brigadier Subinspector y Comandante del Real Cuerpo de Ingenieros, conocido de Cabrer desde sus trabajos fronterizos. Lecocq se manifestó en su informe muy adverso a autorizar el casamiento por demérito de la novia y su familia, pero Sobremonte resolvió finalmente auutorizar el enlace.
En su informe Lecoq señala que «arguye interés particular en Cabrer el no habérsele podido arrancar jamás de esa capital, ni mi antecesor cuando lo destinó a servir su empleo en esta Plaza, ni yo cuando lo destiné a los reparos de Santa Teresa, alegando enfermedades vitalicias, que siempre he dudado por los antecedentes que tenía que le imposibilitaban llenar los objetos de su empleo en un cuerpo facultativo, y que su honor, y su conciencia, le obligaban a solicitar otro destino en que servía; con cuya resolución suspendí el valerme de la fuerza para separarlo de ahí hasta ver si volvía sobre sí, o hallaba modo más suave de poderlo ejecutar».
Pese a no haber tomado parte en la Revolución de Mayo de 1810, la Primera Junta lo nombró director de una academia de matemáticas, proyecto que no llegó entonces a concretarse, y como secretario del Estado Mayor, puesto que rechazó.
En 1831 aceptó un destino en el Departamento Topográfico. Falleció en el ejercicio de ese cargo y con el grado de coronel de ingenieros el 10 de noviembre de 1836 «por su imprudente confianza en los consejos de un amigo, que le recetó un remedio violento, sin las precauciones que se requieren para atenuar sus efectos».
Fue un cartógrafo de nota y a él se debe la Carta Esférica que construyó en 1802 y que recién se conoció en 1853 gracias a Martin de Moussy. Dejó también una voluminosa recopilación de documentación y mapas de su autoría reflejando su tarea en la comisión de límites, parte de la cual fue publicada como Diario de la segunda subdivisión de límites españoles entre los dominios de España y Portugal en la América Meridional, iniciado en 29 de diciembre de 1782 y finalizado el 26 de octubre de 1801 con abundantes datos históricos.